# Sofia Lugo
Sofia Lugo is een personage uit de televisieserie Prison Break. Zij wordt gespeeld door Danay Garcia. Ze komt voor vanaf de eerste aflevering van het derde seizoen.

## Biografie
Sofia Lugo speelt de vriendin van James Whistler in de serie Prison Break. Sofia's vriend, Whistler, is veroordeeld voor de moord van de zoon van de burgemeester van Panama-Stad. In aflevering twee vindt Sofia een briefje dat Bellick in de zakken van degene die het gevecht hadden moest stoppen. Er stond op: Versailles 1989 V. Madrid. Dit betekent Banco de Versailles rekeningnummer 1989. V. Madrid staat voor de naam Vera Madrid, een medewerkster van de bank. In het kluisje van Whistler zit alleen een vogelboekje. Terwijl Sofia op weg is naar haar huis houdt Licoln haar tegen en pakt het boekje af. Wanneer hij bij zijn hotel komt heeft hij een extra exemplaar gekocht en die geeft hij ook aan Susan B. Anthony wanneer zij hem bedreigt met een pistool. In dat boekje staan telefoonnummers van mensen die hem konden helpen de zoon van de burgemeester van Panama stad terug te vinden.
Later in aflevering acht (Bang and Burn), zal Sofia erachter komen dat Whistler haar heeft voorgelogen. Ze wordt gebeld dat Whistler nog een appartement huurt. Als ze poolshoogte gaat nemen blijkt dat Whistler een andere naam heeft. Kort daarna komt Susan binnen en vertelt haar dat ze naar huis moet gaan en daar moet wachten op Whistler, die op het punt staat te ontsnappen uit Sona. Op 14 januari wordt het vervolg hierop uitgezonden, in aflevering 9 (Boxed In).er a